# بني أحمد إموكزان
 بني أحمد اموكزان (بالإنجليزية: BNI AHMED IMOUKZAN) هي جماعة قروية تابعة لإقليم الحسيمة ضمن جهة تازة الحسيمة تاونات بالمغرب. بلغ مجموع عدد سكان  بني أحمد اموكزان حسب إحصاءات 2004 حوالي 8949 نسمة يعيشون في 1355 أسرة.

## إحصاء عام
| السنة | عدد السكان | عدد الأسر | عدد الأجانب |
| ----- | ---------- | --------- | ----------- |
| 1994  | 7202       | 1112      | °°°°        |
| 2004  | 8949       | 1355      | 0           |